# Henryk Bułhak
Henryk Bułhak (ur. 1 stycznia 1930 w Wilnie) – polski historyk i bibliotekoznawca.

## Życiorys
W 1941 został deportowany na Syberię. Przebywał tam do kwietnia 1946. W latach 1949–1952 studiował historię na Uniwersytecie Mikołaja Kopernika w Toruniu. Tytuł zawodowy magistra uzyskał po ukończeniu Studium Bibliotekoznawstwa Uniwersytetu Warszawskiego. Po studiach został zatrudniony w Zakładzie Starych Druków Biblioteki Narodowej.
Od 1969 do 1973 pracował w Instytucie Historii Polskiej Akademii Nauk. Był uczestnikiem seminarium Stanisława Herbsta. Stopień naukowy doktora uzyskał w 1978 pod kierunkiem Andrzeja Bartnickiego na podstawie pracy zatytułowanej Polska – Francja. Studia z dziejów współpracy wojskowej w latach 1922–1936.
Zajął się historią polityczną i wojskową okresu międzywojennego, ze szczególnym uwzględnieniem stosunków polsko-francuskich, polsko-rumuńskich i polsko-czeskich, a także historią dawnej książki i bibliotekoznawstwa.
Ojciec historyka Władysława Bułhaka i aktorki Ewy Konstancji Bułhak.
W 2013 za wybitne zasługi w pracy naukowo-badawczej w dziedzinie bibliotekoznawstwa, historii drukarstwa i dziejów książki, za działalność na rzecz zachowania dziedzictwa narodowego prezydent Bronisław Komorowski odznaczył go Krzyżem Oficerskim Orderu Odrodzenia Polski.

## Wybrane publikacje
- Polonia typographica saeculi sedecimi, z. 3, Wrocław: Zakład Narodowy im. Ossolińskich 1959.
- Polonia typographica saeculi sedecimi, z. 5, Wrocław: Zakład Narodowy im. Ossolińskich 1964.
- Polonia typographica saeculi sedecimi, z. 6, Wrocław: Zakład Narodowy im. Ossolińskich 1966.
- Polonia typographica saeculi sedecimi, z. 7, Wrocław: Zakład Narodowy im. Ossolińskich 1970.
- Jan Ciałowicz, Od Kościuszki do Sikorskiego, wybór, red., wstęp Henryk Bułhak, Kraków: „Znak” 1972.
- Juliusz Łukasiewicz, Dyplomata w Paryżu 1936–1939. Wspomnienia i dokumenty Juliusza Łukasiewicza, ambasadora Rzeczypospolitej Polskiej, oprac. i red. Wacław Jędrzejewicz i Henryk Bułhak, Londyn: Polska Fundacja Kulturalna 1989.
- Prace badawcze i bibliograficzne nad zbiorami rzadkich i cennych książek i dokumentów: materiały z seminarium polsko-radzieckiego, Warszawa, 8–10 października 1985, red. nauk. Henryk Bułhak, Jakub Z. Lichański, Warszawa: Biblioteka Narodowa 1991.
- Polska – Francja. Z dziejów sojuszu 1922–1939. Cz. 1: (1922–1932), Warszawa: Wydawnictwa Fundacji „Historia pro Futuro” 1993.
- Z dziejów polityki i dyplomacji polskiej: studia poświęcone pamięci Edwarda hr. Raczyńskiego Prezydenta Rzeczypospolitej Polskiej na wychodźstwie, red. Henryk Bułhak, Warszawa: Wyd. Sejmowe 1994.
- Polska – Francja: z dziejów sojuszu 1933–1936, Warszawa: Neriton 2000.